# Machaeropteris phenax
Machaeropteris phenax är en fjärilsart som beskrevs av Edward Meyrick 1911. Machaeropteris phenax ingår i släktet Machaeropteris och familjen äkta malar.
Artens utbredningsområde är Sri Lanka. Inga underarter finns listade i Catalogue of Life.